# Whiteochloa
Whiteochloa es un género de plantas herbáceas de la familia de las gramíneas o poáceas. Es originario de las Molucas y Australia. Comprende 6 especies descritas y  aceptadas.

## Taxonomía
El género fue descrito por Charles Edward Hubbard y publicado en Journal of Botany, British and Foreign 66: 141. 1928. La especie tipo es: Whiteochloa semitonsa (Benth.) C.E.Hubb.

## Especies aceptadas
A continuación se brinda un listado de las especies del género Whiteochloa aceptadas hasta noviembre de 2014, ordenadas alfabéticamente. Para cada una se indica el nombre binomial seguido del autor, abreviado según las convenciones y usos.
- Whiteochloa airoides (R.Br.) Lazarides
- Whiteochloa biciliata Lazarides
- Whiteochloa capillipes (Benth.) Lazarides
- Whiteochloa cymbiformis (Hughes) B.K.Simon
- Whiteochloa multiciliata Lazarides
- Whiteochloa semitonsa (Benth.) C.E.Hubb